# GLAMOROUS JUMP
『GLAMOROUS JUMP』（グラマラス・ジャンプ）は、日本のシンガーソングライターである吉川晃司の6枚目のオリジナル・アルバム。
1987年11月21日にSMSレコードからリリースされた。前作『A-LA-BA・LA-M-BA』（1987年）よりおよそ8か月振りにリリースされた作品であり、プロデュースは前作に引き続き渡辺プロダクション所属の木崎賢治および川面博、SMSレコード所属の梅鉢康弘が担当している。
本作収録曲の全10曲中8曲は吉川自身の制作曲となっており、編曲は清水信之が担当している。吉川以外の制作曲はBOØWY所属の布袋寅泰との共作である「GLAMOROUS JUMP」および忌野清志郎からの提供曲となる「HONEY PIE」が収録されている。レコーディングには前作に引き続き布袋および岡村靖幸が参加している。本作は明るい内容でテンポのゆっくりしたものという意図で制作が行われたが、後年吉川は本作制作時にはスランプに陥っていたとも告白している。
本作はオリコンアルバムチャートにおいてLP盤が最高位第3位となり、CTおよびCD盤を含めた総合チャートでは最高位第5位となった。本作からは「HOT LIPS」がシングルカットされる予定であったがリリース中止となったため1曲もシングルカットされていないが、収録曲である「GLAMOROUS JUMP」がKDD「TEL MEキャンペーン」のコマーシャルソングとして使用された。後にリリースされたベスト・アルバム『beat goes on』（1988年）を最後に吉川は東芝EMIへと移籍したため、SMSレコード在籍時の最後のオリジナル・アルバムとなった。

## 背景
前作『A-LA-BA・LA-M-BA』（1987年）リリース後、吉川晃司は「BIG CITIES CIRCUIT 解体へのSUGGESTION」と題したコンサートツアーを同年4月4日の京都会館公演から5月27日の大阪厚生年金会館公演に至るまで、14都市全24公演を実施した。前回のツアーまでは笑顔など見せずにクールに振舞っていた吉川であったが、同ツアーでは「ホットな部分を見せる」という本作のコンセプトに沿って「楽しいコンサート」を目指していたと述べている。
同時期に吉川は、バラエティ番組への出演を拒否したいがために渡辺プロダクションからの独立を社長である渡辺晋に直訴していた。同プロダクションは芸能事務所であるために音楽だけを生業とすることができない状態であったが、人前で笑うことが苦手であった吉川は「独立させてください」と頻繁に依頼していた。社長からは国際的に通用する映画を制作したいという願望を聞かされ、その映画出演後に吉川の独立が許可されることとなった。そのためアルバムのレコーディング中であったにも拘わらず吉川は撮影のために強引にイタリアに連れていかれることになったが、事務所を退所する意向であったために最後の恩返しのつもりで撮影に応じることとなった。6月13日には映画『シャタラー』（1987年）が公開されるも、撮影中に社長の渡辺が死去したために内容が大幅に変更され、吉川の出演シーンがほとんどなくストーリーも大きく異なる結果となったことから、吉川は「これは二度と見たくない（笑）。でもいい勉強にはなりましたけれど」と後にコメントしている。
6月5日には前作からのリカットとなる11枚目のシングル「終わらないSun Set」をリリース。同曲はオリコンシングルチャートにおいて最高位第12位の登場週数8回で売り上げ枚数は5.0万枚となった。フジテレビ系音楽番組『夜のヒットスタジオDELUXE』（1985年 - 1989年）においては5月20日および6月10日、7月29日放送分において同曲を披露した。

## 制作、音楽性
書籍『ZERO : 1988/K2』によれば、本作は当時の「吉川晃司」を装飾なしに吉川のスピード感のままで表現した作品であり、吉川は「明るいもの」で「テンポのゆっくりしたもの」を制作する意図があったと述べている。また、「ひとつスケールの大きなもんを作りたかった」とも発言している。歌詞についてはより自身に近いリアルな状況を書けるようになったと述べており、仕事や生活のことを書いても違和感がなく実際に見たことや感じたことを歌詞にできるようになったとも述べている。また以前は「不安なんてどこにもないのさ」と表現していたが、本作においては「不安を隠し切れない」と表現することも可能になったと述べている。また吉川は「グラマラス」という言葉に関して「自分にとって、もうちょっと大人的な匂いがある……ちょっとシャレた感じで。そこへちょっと背伸びしようゼ、みたいな」と述べた他、「終われないと飛び出せなかったりするんだよね。だからもう…いつも、そういう気持ちでいたいなあ、みたいな」とも述べている。
しかし後年吉川は本作制作時にスランプに陥っていたことを告白しており、詞も曲も書けず苦難の時期を迎えていたと述べている。吉川は自ら音楽だけの道を選択したが、元々はミュージシャンという気質ではない要素を多く抱えていると自覚しており、役者やタレントの要素もある中で音楽に固執してきた結果を出す時期になっていたが、自身の中で全く手応えが感じられない状況になっていたと述べている。本作においてもハードルを高く設定しすぎたこともあり、至らない部分がすべて自身に跳ね返ってくることから「自分で自分をトンカチで叩いてるようなもんだよね」と例えた上で、自身が落ちていく感覚があったことから「じゃあ、もう落ちちゃおうって、ちょうどいいなと思って」と判断し事務所に退所することを伝えたと述べている。
暗い気分を抱えていた吉川は忌野清志郎に楽曲提供を依頼、完成したのが本作収録曲の「HONEY PIE」であり、吉川は「まぁ明るい、明るい（笑）。見事にハマりましたね」と同曲についてコメントしている。同曲は忌野自身がRCサクセションのアルバム『MARVY』（1988年）においてセルフカバーしている。また「恋をしようぜ!!」に関しては「究極のアッパーな曲ってなかったなと思って作った曲」と吉川は述べ、「バカ騒ぎ一発」のような瞬間を表現した楽曲であり「恋をしようよっていうよりもう、“SEXしようよ”みたいな感じですからね」と表現した上で、実際には内向的な性格である吉川は「言えないことを歌で歌いたかった」とも述べている。しかし後年吉川は本作収録曲については記憶が鮮明ではなく、「嫌だから忘れちゃったんだろうね、きっと」と述べている。吉川によれば所属レコード会社であったSMSレコードは当時危機的状況にあり、余剰分を抱える余裕がなく製作枚数を抑えてプレスしていたために、発注が来ていても常に品切れ状態となっていた。会社自体が機能不全に陥っており、同レコード会社所属の小柳ルミ子も同時期に離脱したことを吉川は指摘している。

## リリース、プロモーション、チャート成績、批評
| 専門評論家によるレビュー | 専門評論家によるレビュー |
| レビュー・スコア         | レビュー・スコア         |
| 出典                     | 評価                     |
| ------------------------ | ------------------------ |
| CDジャーナル             | 否定的                   |

本作は1987年11月21日にSMSレコードからLPレコードおよびカセットテープ、CDの3形態でリリースされた。本作からは「HOT LIPS」が当初シングルカットされる予定であったが、プロモーション盤が制作されたものの急遽リリース中止となった。芸能誌『明星』の1988年1月号誌面インタビューにおいて、吉川は「このアルバムは全曲に自信があるからシングルを切りたくない」と述べている。『夜のヒットスタジオDELUXE』において本作収録曲が披露されたのは、11月11日放送分において「HOT LIPS」、1988年1月6日放送分において「Little Darlin'」となった。
本作はオリコンアルバムチャートにおいて、LPレコードは最高位第3位の登場週数15回で売り上げ枚数は4.2万枚、カセットテープおよびCDを含めた総合では最高位第5位の登場週数15回で売り上げ本数は11.7万枚となった。2021年に実施されたねとらぼ調査隊による吉川のアルバム人気ランキングでは第14位となった。音楽情報サイト『CDジャーナル』では、本作収録曲の全10曲中8曲が吉川による自作曲であることに触れた上で、「彼は他人の曲を強引に演じる時が最も美しい“スター”なのだから、自作曲にこだわらない方がいい。迷ったりせずにスポーツ感覚でロックし続けて欲しい」との自説を主張し、本作については「若さで突っ走るのか、それとも成熟していくのか、その辺が曖昧な新作」として否定的に評価した。
CDはその後1998年6月10日にポリドール・レコードから再リリースされたほか、2007年3月14日には紙ジャケット仕様にてユニバーサルミュージックから再リリースされた。2014年4月23日には24bitデジタル・リマスタリングされたSHM-CD仕様にてワーナーミュージック・ジャパンから再リリースされた。2014年5月28日にはCD-BOX『Complete Album Box』に収録される形で紙ジャケット仕様のデジタル・リマスタリング盤として再リリースされた。

## ツアーと活動休止宣言
本作を受けたコンサートツアーは「QUESTION ～Now thinking with pleasure～」と題し、同年12月11日の綾瀬市文化会館 大ホール公演を皮切りに、1988年4月21日の八戸市公会堂公演まで55都市全59公演実施された。同年5月6日および9日には「武道館スペシャル "BACK TO ZERO"」と題した単独公演を日本武道館において実施。同公演の後に吉川はしばらく表立った活動を停止すると宣言、活動休止については元々1985年頃から検討していたことであり前述のツアー前に確定させたという。吉川は当時「もう…きっと、今までのアルバムの歌も絶対歌わないと思うよ」と発言を行い、さらに新たな所属事務所の設立とレコード会社の移籍を発表した。渡辺プロダクションからの退所ついて吉川は、自身が希望する道と事務所の体制が全く異なっていたことが原因であると述べており、「渡辺プロを船に例えると、戦艦大和かな。造りはでかいんだけど、弾も底をつきそうな状態で、パワーもない。それだったら、自分で運転できる巡洋艦のほうが、小回りもきくし、スピードも速い」と述べている。また、「やめた瞬間は、解放感と、これで一歩踏み出したなって実感がありました」とも述べている。その他に吉川は、同時期にBOØWYを脱退する意向であった布袋寅泰とともに活動する方向性を模索するも、契約上の問題で1年程度活動ができなくなるためにその後に始動する形となった。

## 収録曲
- CDブックレットに記載されたクレジットを参照[25]。

| #         | タイトル              | 作詞      | 作曲      | 編曲      | 時間  |
| --------- | --------------------- | --------- | --------- | --------- | ----- |
| 1.        | 「踊れよRain」        | 吉川晃司  | 吉川晃司  | 清水信之  | 4:58  |
| 2.        | 「HOT LIPS」          | 吉川晃司  | 吉川晃司  | 清水信之  | 4:17  |
| 3.        | 「JUST A LIFE」       | 吉川晃司  | 吉川晃司  | 清水信之  | 4:51  |
| 4.        | 「BIRTHDAY SYMPHONY」 | 吉川晃司  | 吉川晃司  | 清水信之  | 4:58  |
| 5.        | 「Little Darlin'」    | 吉川晃司  | 吉川晃司  | 清水信之  | 4:11  |
| 合計時間: | 合計時間:             | 合計時間: | 合計時間: | 合計時間: | 23:15 |

| #         | タイトル           | 作詞       | 作曲       | 編曲      | 時間  |
| --------- | ------------------ | ---------- | ---------- | --------- | ----- |
| 6.        | 「GLAMOROUS JUMP」 | 吉川晃司   | W.GUY      | 清水信之  | 3:52  |
| 7.        | 「HONEY PIE」      | 忌野清志郎 | 忌野清志郎 | 清水信之  | 4:03  |
| 8.        | 「恋をしようぜ!!」 | 吉川晃司   | 吉川晃司   | 清水信之  | 3:48  |
| 9.        | 「LAYLA」          | 吉川晃司   | 吉川晃司   | 清水信之  | 5:53  |
| 10.       | 「BACK TO ZERO」   | 吉川晃司   | 吉川晃司   | 清水信之  | 3:54  |
| 合計時間: | 合計時間:          | 合計時間:  | 合計時間:  | 合計時間: | 21:30 |

## スタッフ・クレジット
- CDブックレットに記載されたクレジットを参照[26]。

### 参加ミュージシャン
- 清水信之 – 全編曲、エレクトロニクス・プログラミング、ギター、ベース、パーカッション
- 布袋寅泰 – ギター
- 佐橋佳幸 – ギター
- 青山純 – ドラムス
- 山木秀夫 – ドラムス
- 佐藤健 – コーラス
- 岡村靖幸 – コーラス
- 池畑康男 (T∀X FLEE) – コーラス
- 中川進 (T∀X FLEE) – コーラス

### 録音スタッフ
- 木崎賢治 – プロデューサー
- 川面博（渡辺ミュージック） – プロデューサー
- 梅鉢康弘（SMSレコード） – プロデューサー
- 平瀬公一 – レコーディング・エンジニア
- ダニエル・エイブラハム – ミキシング・エンジニア
- 北岡一朗（スタジオテイクワン） – アシスタント・エンジニア
- 木曽敏浩（スタジオテイクワン） – アシスタント・エンジニア
- 浅野剛（スタジオテイクワン） – アシスタント・エンジニア
- 横井俊一（スタジオテイクワン） – アシスタント・エンジニア
- 松田龍太（ファームスタジオ） – アシスタント・エンジニア
- 前田達也（サウンド・シティ） – アシスタント・エンジニア
- 折重静子 – レコーディング・コーディネーター
- おいかわひろみ (Sono Music Office) – レコーディング・コーディネーター

### 美術スタッフ
- 原伸一 – アート・ディレクション
- RICE LTD. – デザイン
- 伊島薫 – 写真撮影
- しんたにのぶこ – スタイリスト
- 佐藤寛児 – ヘアー&メイク・アップ

## チャート
| チャート         | 最高順位 | 登場週数 | 売上数   | 規格       | 出典  |
| ---------------- | -------- | -------- | -------- | ---------- | ----- |
| 日本（オリコン） | 3位      | 15回     | 4.2万枚  | LP         | [ 4 ] |
| 日本（オリコン） | 5位      | 15回     | 11.7万枚 | LP, CT, CD | [ 3 ] |

## リリース日一覧
| No. | リリース日     | レーベル                       | 規格   | カタログ番号 | 備考                                                                                | 出典          |
| --- | -------------- | ------------------------------ | ------ | ------------ | ----------------------------------------------------------------------------------- | ------------- |
| 1   | 1987年11月21日 | SMSレコード                    | LP     | SM28-5438    |                                                                                     | [ 3 ]         |
| 2   | 1987年11月21日 | SMSレコード                    | CT     | CM28-5438    |                                                                                     | [ 3 ]         |
| 3   | 1987年11月21日 | SMSレコード                    | CD     | MD32-5438    |                                                                                     | [ 3 ] [ 16 ]  |
| 4   | 1998年6月10日  | ポリドール                     | CD     | POCH-1705    |                                                                                     | [ 27 ] [ 28 ] |
| 5   | 2007年3月14日  | ユニバーサルミュージック       | CD     | UPCY-6342    | 紙ジャケット仕様                                                                    | [ 29 ] [ 30 ] |
| 6   | 2012年10月1日  | ポリドールK.K.                 | AAC-LC | -            | デジタル・ダウンロード                                                              | [ 31 ]        |
| 7   | 2014年4月23日  | ワーナーミュージック・ジャパン | SHM-CD | WPCL-11809   | 2014年24bitデジタルリマスタリング                                                   | [ 32 ] [ 33 ] |
| 8   | 2014年5月28日  | ワーナーミュージック・ジャパン | SHM-CD | WPCL-11906   | CD-BOX『Complete Album Box』収録、紙ジャケット仕様、最新24bitデジタルリマスタリング | [ 34 ] [ 35 ] |
| 9   | 2025年1月22日  | ユニバーサルミュージック       | SHM-CD | UPCY-8034    | 40周年記念 2024年最新リマスタリング・紙ジャケット仕様 CD(SHM-CD)                    | [ 36 ]        |